# Lodi, Ohio
Lodi är en ort i Medina County i delstaten Ohio, USA.